# Kalače
Kalače (en serbe cyrillique : Калаче) est un village du nord-est du Monténégro, dans la municipalité de Rožaje.

## Démographie

### Évolution historique de la population
| 1948 | 1953 | 1961 | 1971 | 1981 | 1991  | 2003 |
| ---- | ---- | ---- | ---- | ---- | ----- | ---- |
| 512  | 618  | 737  | 685  | 302  | 1 002 | 975  |